# Astragalus pseudobrachytropis
Astragalus pseudobrachytropis är en ärtväxtart som beskrevs av Nikolai Fedorovich Gontscharow. Astragalus pseudobrachytropis ingår i släktet vedlar, och familjen ärtväxter. Inga underarter finns listade i Catalogue of Life.